# Braddell
Braddell is een metrostation van de metro van Singapore aan de North South Line.